# جيسوس غارسيا (لاعب كرة قدم)
جيسوس غارسيا (بالإسبانية: Jesús García Pitarch)‏ (14 نوفمبر 1963 في إسبانيا - ) هو لاعب كرة قدم إسباني في مركز جناح ‏. شارك مع منتخب إسبانيا تحت 21 سنة لكرة القدم. أما مع النوادي، فقد لعب مع إسبانيول وريال مورسيا وفالنسيا ميستايا ولوغرونيس ونادي فالنسيا ونادي فياريال و ونادي غانديا ‏ ومنتخب إسبانيا لكرة القدم للهواة وأوريهويلا ديبورتيفا ‏ ونادي فيغيراس ‏ ونادي مريدا.

## وصلات خارجية
- جيسوس غارسيا على موقع قاعدة بيانات كرة القدم.إي يو (الإنجليزية)